# Aranyhegyi-patak
Az Aranyhegyi-patak a Pilisben eredő és a Dunába torkolló vízfolyás. Hossza 23 km. A folyam jobbparti mellékvize.

## Vízgyűjtő területe
Az állandó jellegű vízfolyások közül a budai oldalon az Aranyhegyi-patak a legnagyobb, mely a Pilis hegységben ered több forráságból (Szántói-, Háziréti-, Rétvölgyi-, Solymári-patak). Vízfolyása a Budai-hegységet és a Pilist elválasztó Solymári-völgyben halad, végül Budapest területén torkollik a Dunába. Vízgyűjtő területe 120 km², kiterjed a Pilisvörösvári (Solymári)-völgyre, valamint északról a Pilisszántói- és délről a Pesthidegkúti-medencére. Északkeletről a Róka-hegy, Nagy-Kevély, Hosszú-hegy és a Pilis, délnyugatról a Nagy-Kopasz, Nagy-Szénás, Zsíros-hegy, Csúcs-hegy, Hármashatár-hegy csoportja határolja. A hegyeket alkotó dolomit, dachsteini mészkő, nummulinás mészkő gazdag járatrendszereik révén vízáteresztők, de erre hajlik a likacsos hárshegyi homokkő és a fiatalabb miocén mészkő is. Ezek azonban együtt sem tesznek ki többet 1,5 km²-nél. A medencék és völgyek lösztölteléke és a Pilisvörösvár környéki homokfelszínek is vízátbocsátók.

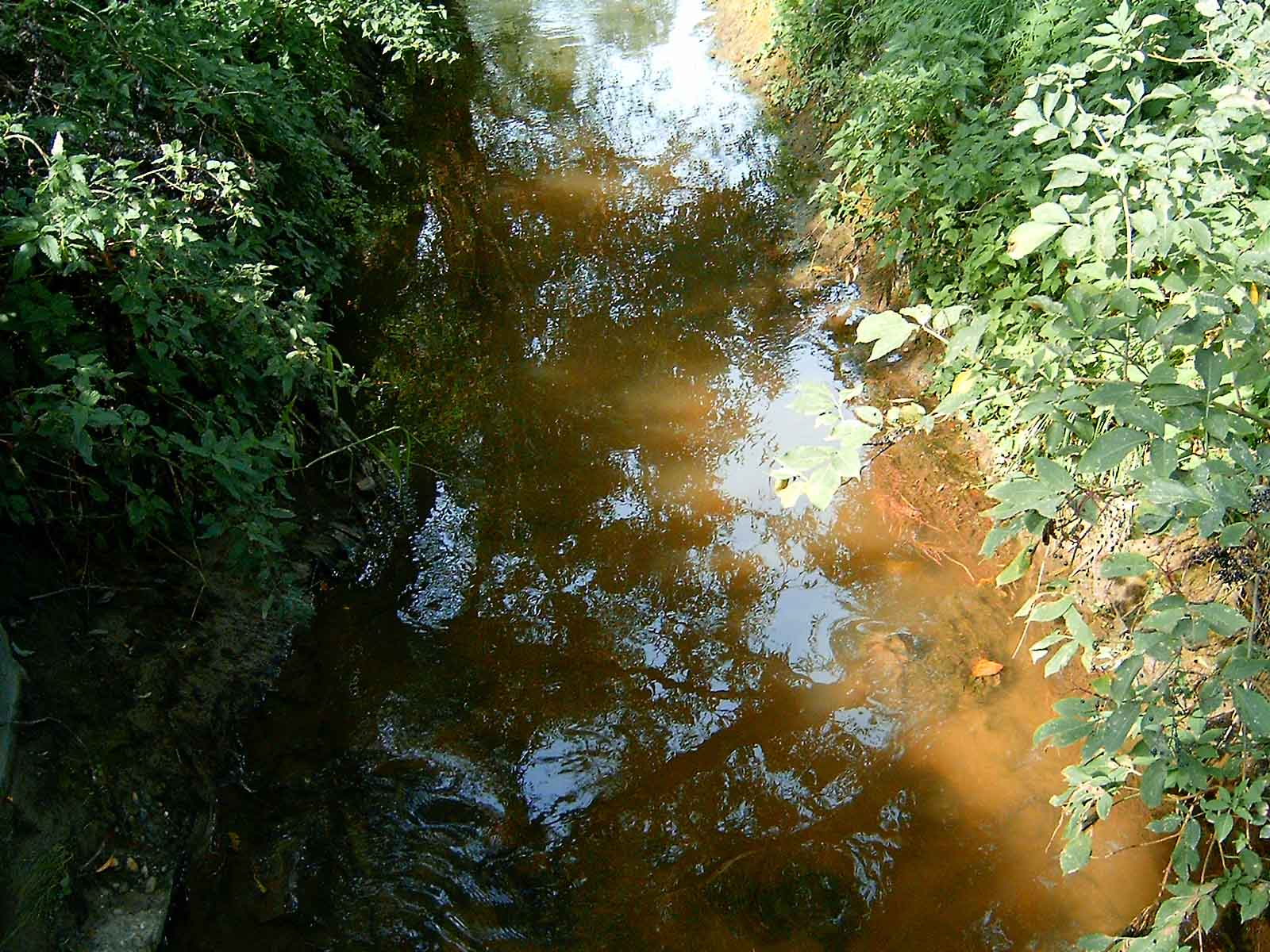
Az Aranyhegyi-patak Solymárnál

A terület vízhálózatát főleg szerkezeti megoldások alakították ki. A vízfolyások merev északnyugati-délkeleti futása világosan jelzi, hogy tektonikus vonalakat követnek. A patak főforrása Pilisszántó felett van, a Pilis-hegy délkeleti lejtőjén. Rövid úton egyesül a medence déli oldalának vízfolyásaival. Pilisvörösvártól északra a Köves-árok tart feléje. Ettől kezdve a Solymári-völgy fenekén folyik a Duna felé. A 10-es főút keresztezése után egyesül a solymári Paprikás-patakkal, ami már a Pesthidegkúti-medence vizét is magával hozza. Az ürömi vasútállomás előtt a pilisborosjenői időszakos patakot is felveszi.
A korábbi századokban innen a patak dél-délkeletnek fordult, majd Kaszásdűlőn és Filatorigáton át, az Óbudai Hajógyár felett érte el az Óbudai-Duna-ágat. Torkolatára 1882-ben zsilip épült, de azt tavaszi hóolvadáskor nem lehetett lezárni. Emiatt Óbuda patakmenti területeit többször elöntötte a víz. Ezért 1919-1921 között a patakot új mederbe terelték. Azóta az óbudai vasútállomástól az esztergomi vasútvonal északi oldalán folyik és az Újpesti vasúti híd mellett torkollik a Dunába. A patak teljes hossza 23 km.
Vízgyűjtőjének felépítése és 610 mm-es évi csapadéka miatt árvizei tekintélyesek. Átlagos vízhozama csak 0,3 m³/s, de nagy árvízkor 44 m³/s vízhozamot is várhatunk. Árvizeket a fagyott felszínen bekövetkező hóolvadás vagy nagy nyári zivataros esők váltanak ki, mert ilyenkor a vízgyűjtő hosszú teknőre emlékeztető területén a közeli magas peremek lefolyó vize egyszerre zúdul a patakba. Mocsárosdűlőn és Rómaifürdőn a patak balparti gátját, a Zsófia utca és a Nánási út között vízzáró rézsűvel és vasbeton támfallal erősítette meg a főváros. A munkálatok 2019-2023 között tartottak.

## Az Aranyhegyi-patak szennyezői
A patak az 1950-es évek elején még tiszta volt, mind a budai, mind pedig a városon kívüli szakaszát tekintve. Ezt a helyzetet azonban fokozatosan megváltoztatta „betelepülés” és az emberi tevékenység úgy a pilisi, mint a budapesti részen.
A Pilis sokan költöztek a hegyvidéki részekre, közel a patakhoz a szép környezet miatt. Választásukat elősegítette a Budapest–Esztergom-vasútvonal közelsége is. Nem utolsó szempont volt a jó levegő és a festői környezet szépsége.
Budapesten a bolgárkertészet helyére családi házakat építtettek. Szívesen költöztek még a Duna-part közelsége miatt Csillaghegyre és a Római-partra. Utóbbin fellendült a sporttevékenység. Ezzel párhuzamosan romlott a patak vizének minősége.
A Paprikás-patak torkolata után a Pilisből még természetes mederben folyik Solymárig, de a torkolat után mesterséges, szabályozott mederben folytatja az útját. Abban az időben még a korszerű csatornázottság nem volt elterjedt a térségben. Így a házi szennyvizet a patakba vezették. Ezáltal a patak Pilistől Budapesten keresztül sok szennyvizet vett fel.
Az 1980-as évek közepén, a kaszásdűlői és a Pók utcai két nagy lakótelep megépítésével változott a helyzet. Ekkor a lakótelep méretének megfelelő csatornahálózatot alakítottak ki és a kommunális szennyvíz a Pók utcai átemelőbe került. A két lakótelep mentén a bűzhatás miatt a helyiek az Aranyhegyi-patakot csak Büdös-pataknak hívták.
Ez a jelenség az 1990-es évek végére megszűnt.
A nyolcvanas években állt már itt egy kisebb szennyvíztisztító, ami az ideszállított szennyvíz megtisztítására szolgált. 
A Pilis településein az 1980-as évek végén, de inkább az 1990-es évek elején nagy ütemben megkezdődött a csatornázás. A környező települések, családi házak tulajdonosai rácsatlakoztak a csatornahálózatra. 1995-ben Pilisvörösváron egy korszerű szennyvíztisztító telepet építettek, az Aranyhegyi-patak jobb oldalán, a Cigány-tó alatt.
Jelenleg a környék szennyvizét a szennyvíztisztító telepre szállítják, ahol mechanikai tisztításon kívül biológiai és kémiai tisztítási folyamatok működnek. A megtisztított szennyvizet az Aranyhegyi-patak vezeti el.

A patak korábbi legnagyobb helyi szennyezőjét, a Budai Nagy Antal laktanyát 1991-ben felszámolták. A Solymár térségi szennyvízterhelés csökkent.

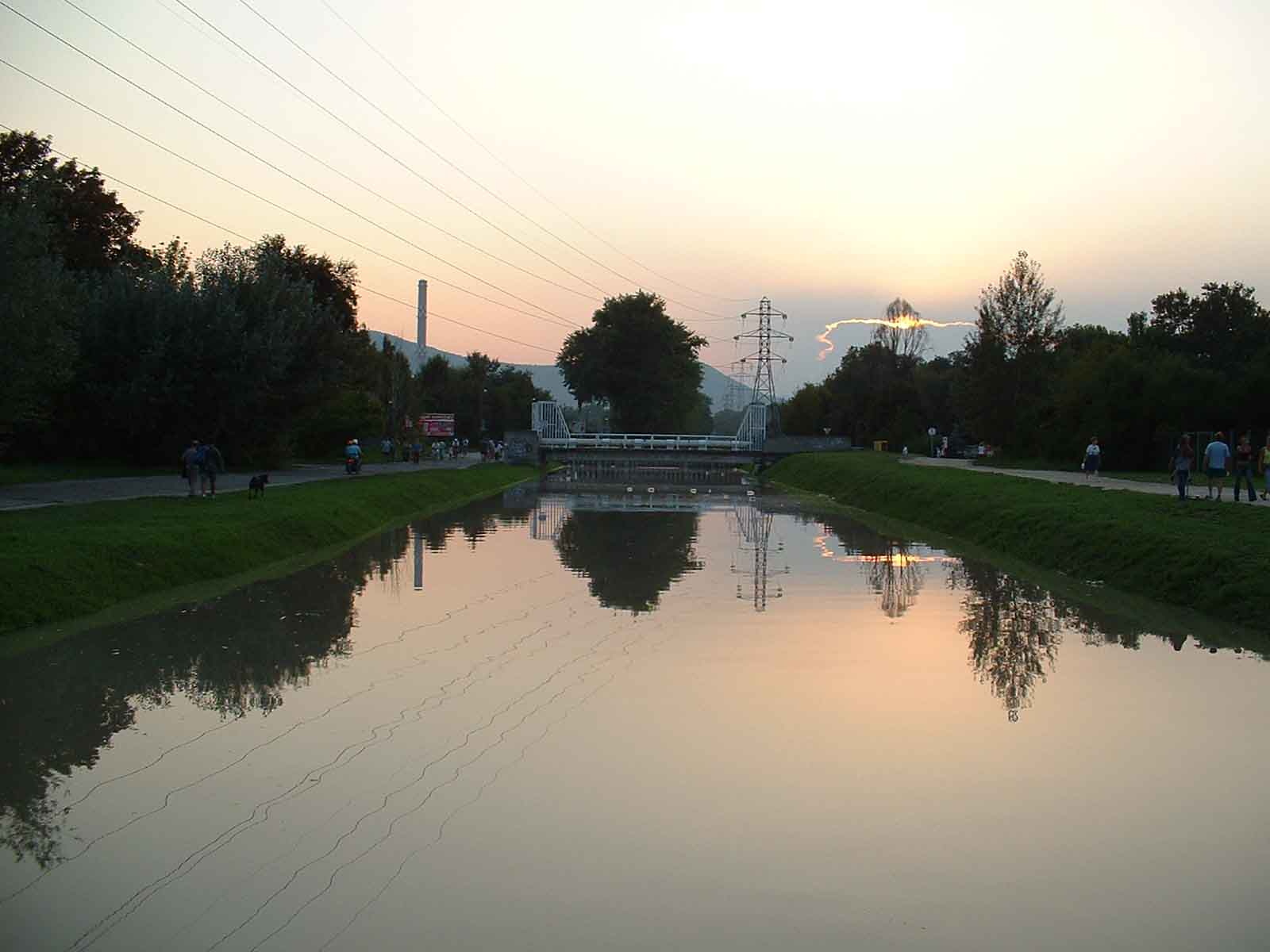
Az Aranyhegyi-patak Budapesten a 2002-es árvíz idején

A solymári szennyvíztisztítót az Auchan áruház megépülése után bővítették. A telep kapacitását 900 m³-rel megnövelték. A telep próbaüzem alatt áll, de jól működik. A tisztított szennyvíz minőségére nincs panasz.
Azt gondolnánk, hogy az Aranyhegyi-patak szennyezettsége fokozatosan megszűnik. 
Ám annak, hogy a vízfolyás Pilisvörösvár, Pilisszentiván, Solymár felől szennyezetten lép a főváros területére, az Üröm felől a vasúti megállónál betorkolló mellékága, a Cigány-árok is hozzájárul. Az 1960-as évek végéig a kommunális, az ipari és a mezőgazdasági eredetű szennyvizek bevezetésének hatásait ellensúlyozták a pilisszentiváni szénbányákból származó, 4,5–5,2 m³/perc évi átlagos karsztvíz-hozamok hígító hatásai. A bányavíz-bevezetések megszűntek és a regionális ivóvíz-használatot is kiépítettek a Dunakanyarhoz kapcsolódva.

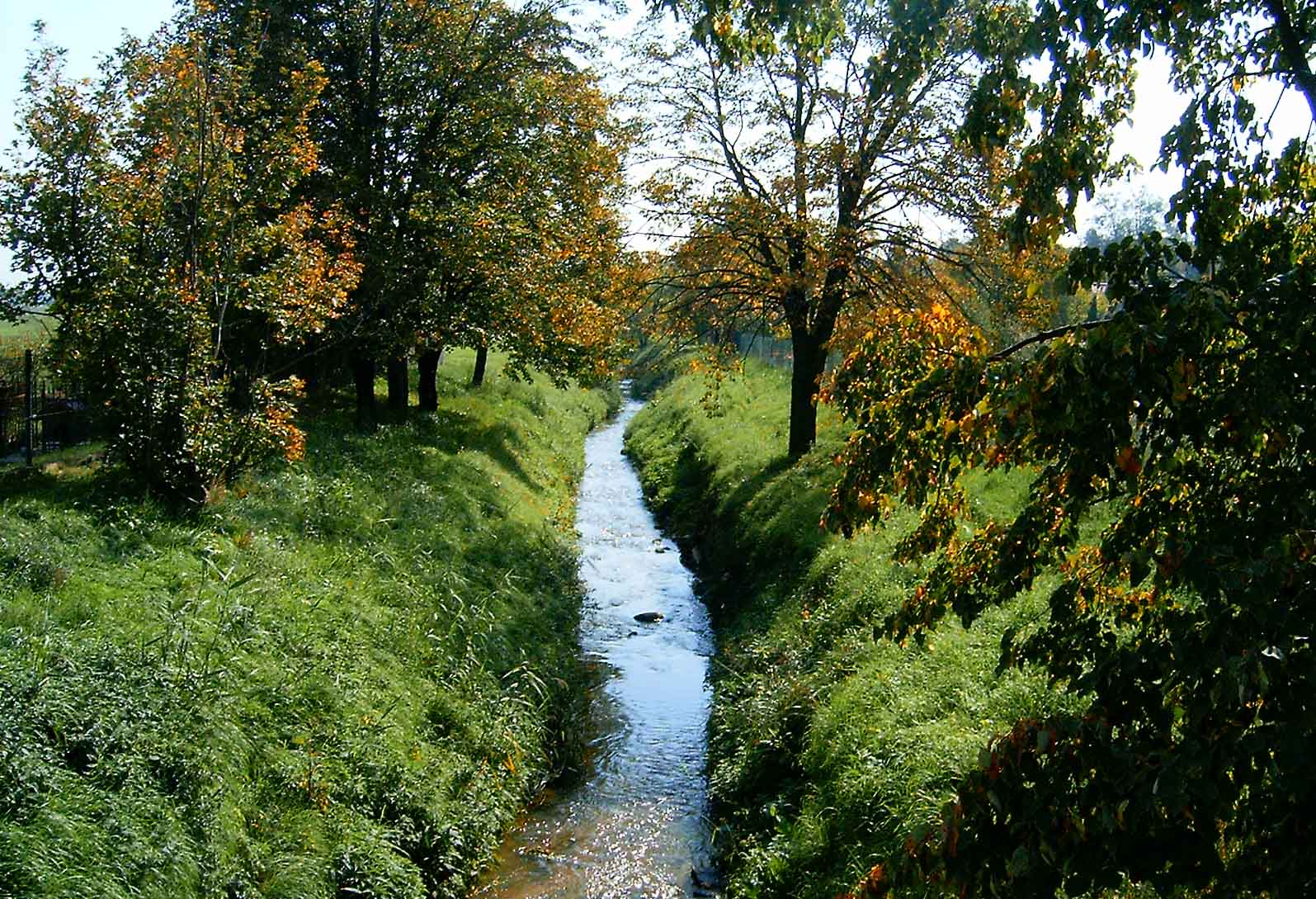
Az Aranyhegyi-patak Ürömnél

A fentebb említett két szennyvíztisztítón kívül már csak az óbudai autóbuszgarázs enged a patakba vizet. Ez utóbbi is már csak csapadékvizet, mert kialakították a garázs korszerű szennyvízelvezetését.
A patak vízjárása heves, időnként igen sok hordalékot szállít, ezért a Bécsi út feletti burkolatlan medre gyakran feliszaposodik. A kerületből a Csúcshegyi-dűlő, illetve az Aranyhegyi- és az Ürömhegyi-dűlők szennyezett csapadékvizei, a Mocsáros-dűlő belvízcsatornái és a Római-fürdő elvezető csatornájának vizei jutnak a patakba.
A Mocsáros-dűlő területén azonban olyan tanyaszerű házakat találunk, melyeknek hiányos a csatornázottsága. Így a kommunális szennyvizük és a legeltetett birkák ürüléke gyakran egyenesen a patakba ömlik. Sajnos ez a környék tele van illegálisan lerakott hulladékkal, ami néha a patakba kerül. Nem meglepő az állattetemek látványa a patakban. A patak itt már nem tud megtisztulni, mert a Szentendrei út alatt, illetve a torkolat előtt 3 méterre naponta ömlik bele illegális úton a szennyvíz.

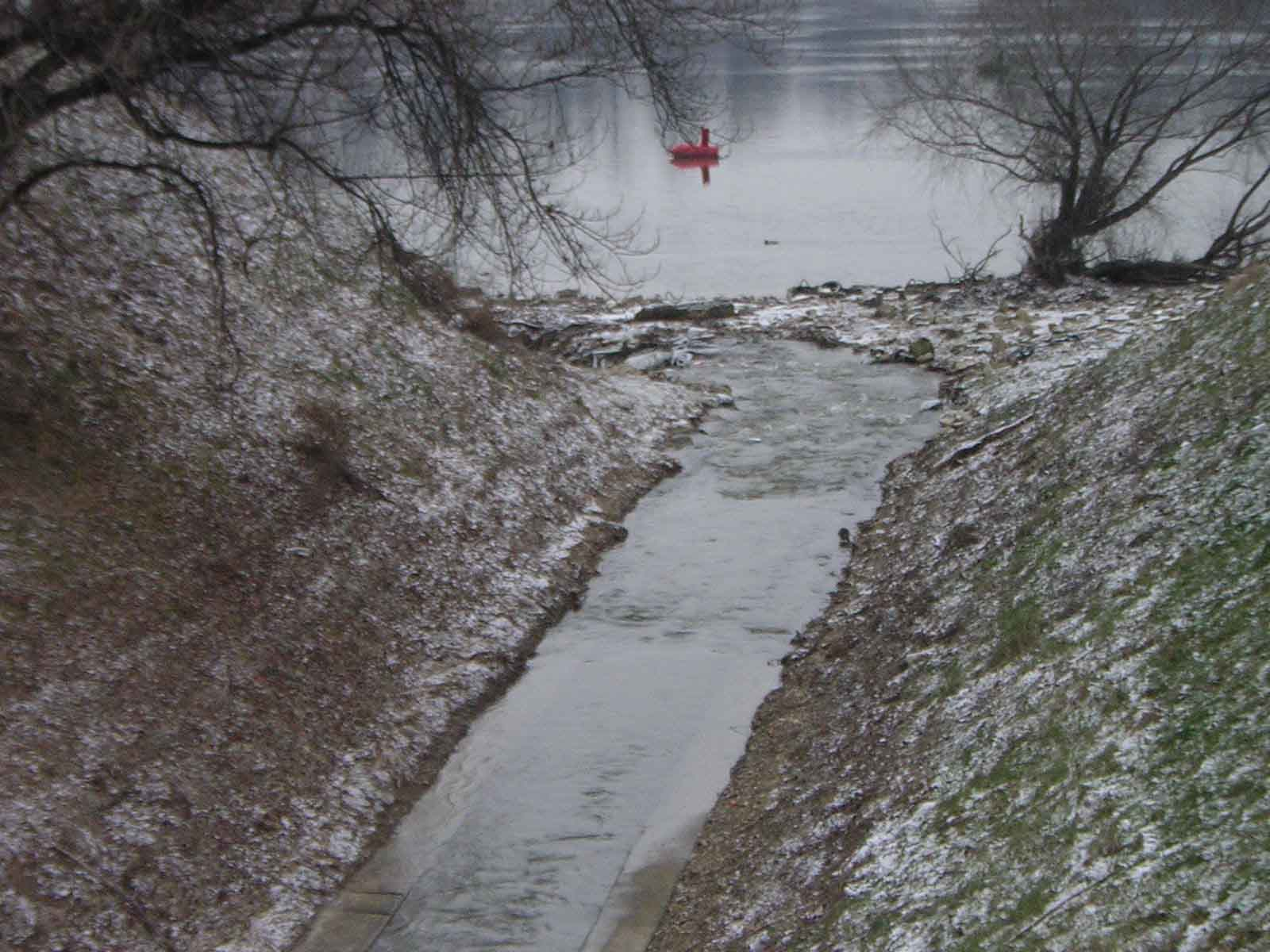
Az Aranyhegyi-patak Budapestnél

A vezetékes vízellátás kiépítése után az egyes porták ásott kútjait már csak a kertek locsolására használták, majd – a régi "földszintes" Óbuda eltűnésével – nem csak az egyedi vízkivételek szűntek meg, de csökkentek a zöldterületek, és egyre növekedtek a különféle burkolatok a felszínen, ami a talajvíz párolgását korlátozza. 
Az utóbbi másfél évtizedben sorra megszűntek a különféle ipari üzemek talajvízhasználatai is, legtöbbször jóval az üzemek végleges megszűnése, felszámolása előtt. 
A megemelkedett talajvízszintek káros hatásai elleni védelmet is szolgálhatja a zöldterületek fejlesztése, sivár lakótelepeink minél nagyobb mértékű fásítása.
A vezetékes vízellátás kiépülésével a lejtős területen a szennyvizek elhelyezése (illegális elszikkasztása) növeli a problémákat: fokozódik a csúszásveszély és a megmaradt foglalt források (Római-kút az Aranypatak utcában) vize is egyre jobban elszennyeződhet. 
A vizsgálatok szerint az összes forrásnál növekedett a nitrát-, ammóniumion-, szulfát- és az összes sótartalom.

## Az Aranyhegyi-patak élővilága
A városhatárig a pataknak még viszonylagos élővíz-jellege van, hiszen szennyvíztűrő állatfajok – piócák, szúnyog- és kérészlárvák, bolharákok, csigák – változatos élővilága található benne.
A biológiai sokféleség a dunai torkolatig leszűkül: már csak olyan fajok – gyűrűsférgek, szúnyoglárvák – maradnak fenn, amelyek kevés oxigénnel is beérik. A csekély faj-, ugyanakkor magas egyedszám jelzi: a víz erősen szennyezett.
Szendőfi Balázs halkutató 2019-es szakvéleménye szerint: „tavaszi áradáskor a visszatöltött torkolati rész a csuka, a dunai vadponty, a dévérkeszeg, karikakeszeg, domolykó és jászkeszeg ívóhelye, továbbá a balin, a küsz, a sügér és számos, felsorolni is sok dunai halfaj ivadékának tartózkodási helye. Egy esetleges revitalizáció esetén ez a szerepe még komolyabbá válhatna, és a fitofil, vagyis a növényzetre ívó halfajok legalkalmasabb ívóterülete lehetne Észak-Budán.” Bár sok szennyeződést is hordoz magával, de a sekély, sóderral tarkított szakasza kiváló haltartó hely, fogtak onnan a paducot, márnát, jászt és szilvaorrú keszeget is.